# Amir ul-Mulk
Amir ul-Mulk (Chitral, 1º gennaio 1877 – Chitral, 23 dicembre 1923) è stato un principe indiano.
Fu Mehtar di Chitral per due mesi nel 1895.

## Biografia
Salì al trono dopo aver organizzato l'assassinio di suo fratello maggiore, il mehtar Nizam ul-Mulk. Il suo regno fu breve e durò appena due mesi, poi fu rimosso prima di riuscire a consolidare la sua posizione.